# Plaza París
 Plaza París, que tiene el título alternativo de Praça París es una película coproducción de Argentina, Brasil y Portugal filmada en colores dirigida por Lúcia Murat sobre su propio guion escrito en colaboración con Raphael Montes que se estrenó el 3 de enero de 2019 y que tuvo como actores principales a.

## Sinopsis
Una psicoanalista blanca, joven, pequeñoburguesa, trata en su consultorio a una paciente negra, gorda, trabajadora de la universidad pública de Río, en la que coinciden, con un padre abusivo y hermano narcotraficante que lleva a cuestas una historia familiar de abandono, alcoholismo, abuso sexual y violencia.

## Reparto
Intervinieron en el filme los siguientes intérpretes:
- Grace Passô	...	Gloria
- Joana de Verona	...	Camila
- Marco Antonio Caponi	...	Martim
- Alex Brasil	...	Jonas
- Digão Ribeiro	...	Samuel
- Taiana Bastos	...	Guardia de prisión
- Daniel Braga		...	Sr. Valdemar
- Rafael d'Avila
- Wanderson 'Petão' Lopes		...	Guardia de prisión
- Thaís Nascimento	...	Soraya
- Allefe Santos

## Críticas
Gaspar Zimerman en Clarín escribió:

”Plaza París…Mientras se mueve dentro de los límites del drama social, puede servir para…asomarse a entender la compleja situación que viene atravesando el Brasil post Lula. En cuanto el tono vira hacia el suspenso, la película desbarranca y pierde consistencia. Estos dos ejemplares antitéticos…permiten … mostrar algunos de los universos que coexisten en la Río de Janeiro actual, con la brutalidad policial, la violencia de los narcotraficantes, la presencia cotidiana de los pastores evangelistas y la paranoia constante como actores principales de una ciudad prácticamente militarizada. Es decir, un caldo de cultivo ideal para el surgimiento de líderes mesiánicos que en sus discursos borren “progreso” del lema de la bandera brasileña y prometan, ante todo, orden y seguridad… el vínculo entre las dos tampoco termina de ser dramáticamente sólido. Por eso, cuando la historia se convierte en un thriller se desdibuja, no consigue ser creíble y termina naufragando.”

Horacio Bernades en Página 12 opinó:

”Lo más interesante… es el balance de poder entre ambas protagonistas... la disparidad que existe entre terapeuta y paciente y la piel, que es del mismo color que los que mandan. Pero Gloria, debilitada por las razones inversas y sobre todo por una culpa profunda, no se resigna a la misma relación entre poderoso y desempoderada por la que sufrió durante años...mientras que la estabilidad psíquica de Camila es la que empieza a ponerse en cuestión...Un psiquismo cada vez más perturbado, que la lleva a la paranoia. …Murat plantea, en la primera parte, una puesta de encuadres cerrados y teleobjetivos…. en la segunda mitad los planos se agrandan y se airean, resultando más funcionales…Los ojos de Grace Passô expresan con la misma intensidad (la misma ambigüedad, en más de una ocasión) el miedo, la tristeza, la desprotección y la furia. Joana de Verona es una actriz paradójica, ya que parece tener cierta incomodidad frente a la cámara, como si prefiriera irse de escena. Eso le sienta extraordinariamente al personaje, a quien le sucede lo mismo.

## Premios  y nominaciones
Festival Internacional de Cine de Chicago, 2017
- Nominada al Premio Hugo de Oro a la Mejor Película

Gran Premio Cine brasilero, 2019
- Grace Passô nominada al Premio a la Mejor Actriz

Premios CinEuphoria, 2019
- Grace Passô ganadora del Premio a la Mejor Actriz en la competencia nacional.
- Película incluida entre las diez mejores del año-
- Lúcia Murat nominada al Premio a la Mejor directora en la competencia nacional
- Joana de Verona nominada al Premio a la Mejor Actriz
- Plaza París nominada al Premio a la Mejor Película en la competencia nacional
- Lúcia Murat y Raphael Montes nominados al Premio al Mejor Argumento en la competencia nacional
- Mair Tavares nominada al Premio al Mejor Montaje en la competencia nacional
- Guillermo Nieto nominado al Premio a la Mejor Fotografía en la competencia nacional
- André Abujamra nominado al Premio a la Mejor Música Original en la competencia nacional
- Marcio Nigro, nominado al Premio al Mejor Póster en la competencia nacional
- Grace Passô y Joana de Verona, nominadas al Premio a la Mejor Pareja en la competencia Internacional. Best Duo - International Competition

Caminos de Coímbra del Cine Portugués, 2018
- Grace Passô, ganadora de la Mención de Honor a la Mejor Actriz

Festival Internacional de Cine de Río de Janeiro, 2017
- Lúcia Murat ganadora del Premio Première Brazil al Mejor Director
- Grace Passô, ganadora del Premio a la Mejor Actriz

Joana de Verona, nominada al Premio a la Mejor Actriz